# Meridian (Contea di Logan, Oklahoma)
Meridian è un comune degli Stati Uniti d'America, situato nello Stato dell'Oklahoma, nella contea di Logan.